# Breitenbach am Inn
Breitenbach am Inn – gmina w zachodniej Austrii, w kraju związkowym Tyrol, w powiecie Kufstein. Według Austriackiego Urzędu Statystycznego liczyła 3348 mieszkańców (1 stycznia 2015).